# Alakszai Zoltán
Alakszai Zoltán (Miskolc, 1986. július 24. –) magyar jogász, miskolci önkormányzati képviselő, 2016–2019 között a város jegyzője. 2019-ben a Fidesz és a KDNP közös polgármesterjelöltje volt Miskolcon. 2020-tól Borsod-Abaúj-Zemplén megye kormánymegbízottja, 2022-től főispán.

## Tanulmányai
A Fényi Gyula Jezsuita Gimnázium és Kollégiumban végzett. Az ELTE jogi karán diplomázott. 2014-ben Sólyom László által adományozott ösztöndíjban részesült.
Egyetemi évei alatt aktív tagja a Szent Ignác Jezsuita Szakkollégiumnak és szervezője a jezsuita öregdiák közösségnek. Harmadéves egyetemistaként megnyeri az Ernst&Young nemzetközi adótanácsadó cég esettanulmány-versenyét. Az egyetemet követően állami cégnél, majd egy német hátterű nemzetközi ügyvédi irodában és végül a Miniszterelnökség európai uniós fejlesztéspolitikai államtitkárságán dolgozott főosztályvezetőként. Német középfokú és angol felsőfokú nyelvvizsgája van.

## Pályafutása
2016. december 6-án nevezték ki Miskolc jegyzőjévé, előtte két évig a városháza polgármesteri kabinetvezetője. A Miskolc Városi Közlekedési Zrt. felügyelőbizottsági tagja. Három hónappal jegyzői kinevezése után több mint egymilliós jutalomban részesült. A Népszava felhívta rá a figyelmet, hogy ekkor a 2016-os év második félévének tevékenységét díjazták, amelyből csak nem egészen egy hónap esett Alakszai működése alá; a városvezetés azzal indokolta a jutalmat, hogy többek közt neki köszönhető, hogy átlag feletti béremelést tudtak biztosítani minden városi alkalmazottnak, az adóterhek növelése nélkül.
2019 áprilisában a bíróság megsemmisítette Alakszai Zoltán határozatát, mellyel átalakította a miskolci önkormányzati szavazóköröket. A szavazókörök csökkentésére a város népességének fogyása miatt lett szükség; Alakszai azt a körzetet szüntette meg, amelyben 25 éve mindig Bartha György MSZP-s jelölt győzött, ráadásul ennek eléréséhez a határokat elég kreatív módon húzta meg.Térkép itt. A bíróság indoklása szerint az új határok nem küszöbölik ki azt, hogy a törvényben előírt maximum 5% eltérés legyen az egyes körzetek népessége között, valamint nincs megindokolva az össze nem függő területek egy körzethez csatolása sem.
2019. augusztus 9-én Kriza Ákos hivatalban lévő polgármester bejelentette, hogy egészségi problémái miatt nem indul az őszi önkormányzati választáson, és pártja jelöltje Alakszai lesz. Alakszait személyesen Kriza javasolta. Jelölése utáni egyik első megnyilvánulásakor Gyurcsány Ferenc emberének nevezte Veres Pál független jelöltet, valamint azt állította, hogy az ellenzékiek sértő módon beszéltek Kriza Ákos betegségéről. Az ellenzéki média ezt cáfolta, rámutatott, hogy a város jelentősebb ellenzéki személyiségei közül aki megnyilvánult az ügyben, az mind jobbulást kívánt Kriza Ákosnak. Az ellenzéki média emellett felhívta a figyelmet arra az összeférhetetlenségre, hogy a választási irodát az aljegyző felügyeli, aki Alakszai beosztottja.
Az október 13-án tartott önkormányzati választáson Alakszai végül 40,83%-kal a második helyet szerezte meg Veres Pál mögött (54.8%). Október 31-én lemondott jegyzői tisztségéről. Listáról bekerült a közgyűlésbe, jelenleg önkormányzati képviselőként dolgozik.
Nős, egy gyermek édesapja. Édesanyja Alakszainé Oláh Annamária közgazdász, a Felsőzsolca és Vidéke Takarékszövetkezet elnök-igazgatója, aki 1998–2002 között Miskolc alpolgármestere volt.
2020. szeptember 10-től a Borsod-Abaúj-Zemplén Megyei Kormányhivatal kormánymegbízottja, 2022-től főispánja.